# Ilene Woods
Ilene Megan Woods, née le 5 mai 1929 à Portsmouth (New Hampshire) et morte le 1er juillet 2010 à Calabasas, Californie, était une actrice et chanteuse américaine principalement connue pour avoir prêté sa voix à Cendrillon (1950).

## Biographie
Jacqueline Ruth Woods est la fille unique de Kenneth Woods (1903-1963) et Eunice May Woods née James(1903-1998). La mère d'Ilene Woods travaillait dans le monde du cinéma en coulisse et emmenait sa fille avec elle. À l'âge de deux ans, Ilene est prise pour des scènes avec des jeunes enfants marquant le début de sa carrière.
Durant l'été 1944, à 14 ans, elle décroche sa propre émission de radio baptisé brièvement The Ilene Woods Show sur une station du réseau NBC Blue qui deviendra ABC Radio. Cette émission musicale de 15 minutes était proposée trois jours par semaine et a attiré de nombreux compositeurs venus présenter leurs œuvres. C'est ainsi qu'Ilene fait la connaissance de Mack David et Jerry Livingston. Peu de temps après, elle déménage en Californie sentant sa chance arriver.
À la suite du décès en 1942 du compositeur attitré des studios Disney, David et Livingston ont été engagés comme paroliers sur le projet de long métrage d'animation Cendrillon. En janvier 1946, âgée de 16 ans, elle épouse le compositeur George Bruns ; elle divorce 1 mois plus tard.
Un jour de 1948, David et Livingston demandent à Ilene Woods de venir les aider sur un projet de film et d'enregistrer sa voix sur quelques chansons. Les enregistrements sont présentés à Walt Disney qui demande deux jours plus tard à Ilene de devenir la voix anglaise de Cendrillon pour le film. Bien que ne sachant pas qu'elle avait été auditionnée et sélectionnée parmi près de 400 postulantes, elle accepte le rôle avec plaisir. Elle ne rencontre Walt Disney qu'après la sortie du film. En 1953, Burns obtient lui aussi un travail chez Disney.
Après la sortie du film, elle poursuit une carrière de chanteuse et d'actrice pour la télévision.
En 1985, Ilene Woods se lance dans la peinture, réalisant beaucoup de portraits d'enfants.
En 2002, puis 2007, pour les suites de Cendrillon elle est remplacée par Jennifer Hale.
En 2003, elle reçoit la récompense Disney Legends pour sa participation à Cendrillon.
Elle meurt le 1er juillet 2010 à l'âge de 81 ans des suites d'une maladie d'Alzheimer

## Filmographie
- 1945 : On Stage Everybody
- 1950 : Cendrillon

## Discographie
- It's Late, Jubilee Records JGM 1046, lp, mono